# بطری کلاین

نمایش دو بعدی بطری کلاین که در فضای سه بعدی جادهی شده است.

در شاخه توپولوژی از ریاضیات، بطری کلاین (Klein bottle)، مثالی از رویه جهت-ناپذیر است، این شیء یک منیفلد دو بعدی است که در مقابل آن نمی‌توان سامانه سازگاری برای تعیین بردار نرمال تعریف نمود. بطری کلاین را می‌توان به صورت غیررسمی به عنوان رویه یک-رویی در نظر گرفت که اگر بر روی آن سفری انجام شود، بتواند مسافر را با سر و ته کردن به نقطه مبدأ بازگرداند. سایر اشیاء غیر-جهت‌پذیر شامل نوار موبیوس و صفحه تصویری حقیقی است. در حالی که نوار موبیوس رویه مرزداری است، بطری کلاین بدون مرز است. در مقایسه با آن، کره رویه جهت‌پذیر بدون مرز است.
مفهوم بطری کلاین اولین بار در ۱۸۸۲ میلادی توسط ریاضیدان آلمانی فلیکس کلاین توصیف شد.

## ساخت
مربع زیر یک چندضلعی بنیادین برای بطری کلاین است. ایده این است که لبه‌های قرمز و آبی متناظر را با هم بچسبانیم، به‌گونه‌ای که جهت پیکان‌ها با هم مطابقت داشته باشند، همان‌گونه که در نمودارهای زیر دیده می‌شود. توجه داشته باشید که این «چسباندن» به‌صورت انتزاعی است؛ زیرا تلاش برای ساختن این شیء در فضای سه‌بعدی منجر به بطری کلاینی با خود-برخورد می‌شود.
 برای ساختن بطری کلاین، ابتدا لبه‌های قرمز مربع (کناره‌های چپ و راست) را به هم بچسبانید تا یک استوانه پدید آید. سپس برای چسباندن دو سر استوانه به یکدیگر، به‌گونه‌ای که جهت پیکان‌های دایره‌ای با هم منطبق شوند، باید یکی از سرها را از کنار استوانه عبور داد. این کار منجر به یک منحنی با خود-برخورد می‌شود؛ در نتیجه، این تصویر یک جاد‌هی یا غوطه‌گذاری از بطری کلاین در فضای سه‌بعدی است.

این نوع جادهی برای تجسم بسیاری از ویژگی‌های بطری کلاین سودمند است. برای نمونه، بطری کلاین هیچ لبه‌ای ندارد که سطح در آن به‌طور ناگهانی پایان یابد و غیربرخوردپذیر است، چنان‌که از یک‌سویه بودنِ جادهی آن پیداست.

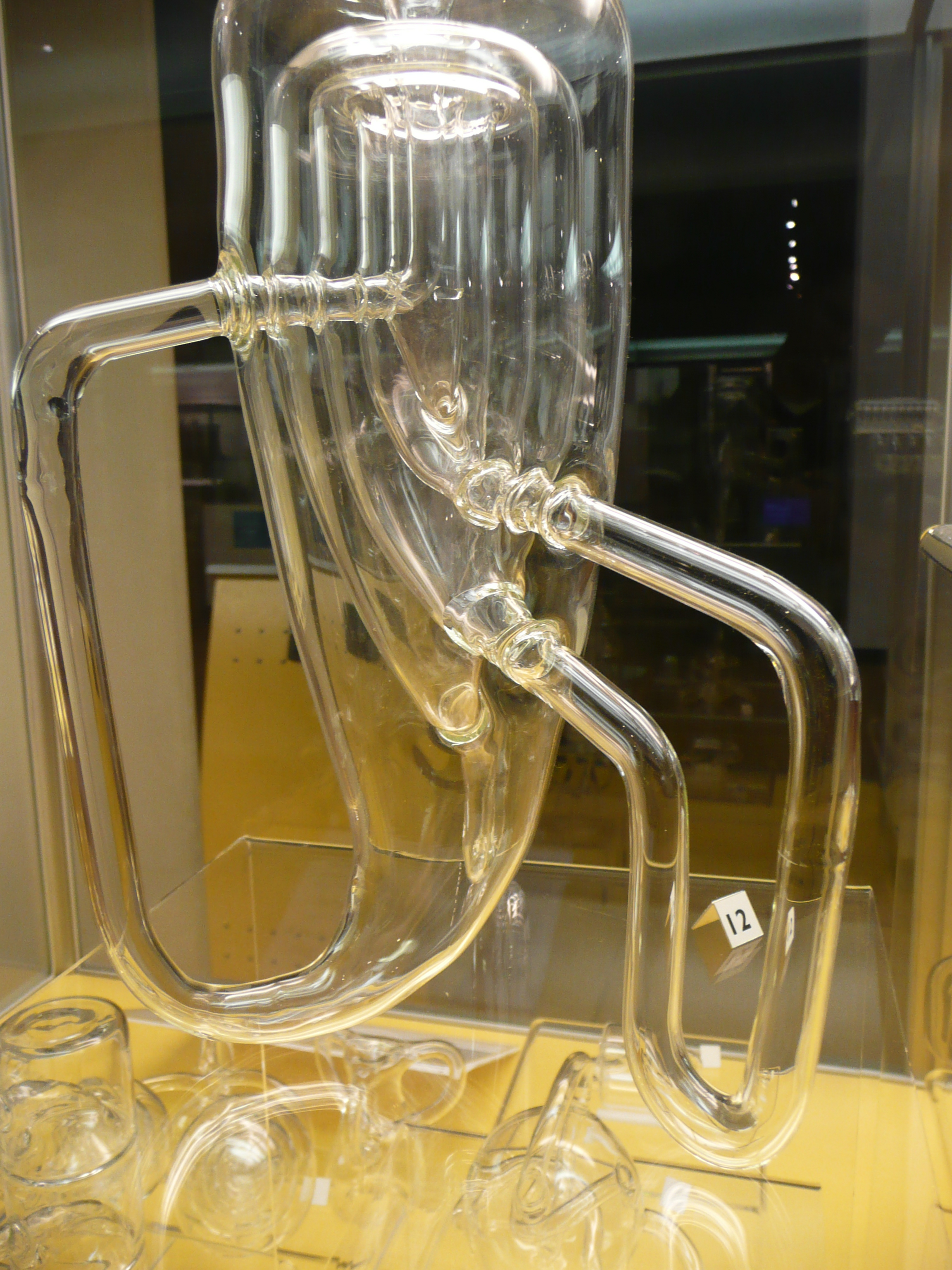
بطری کلاین غوطه‌ور در موزه علوم لندن

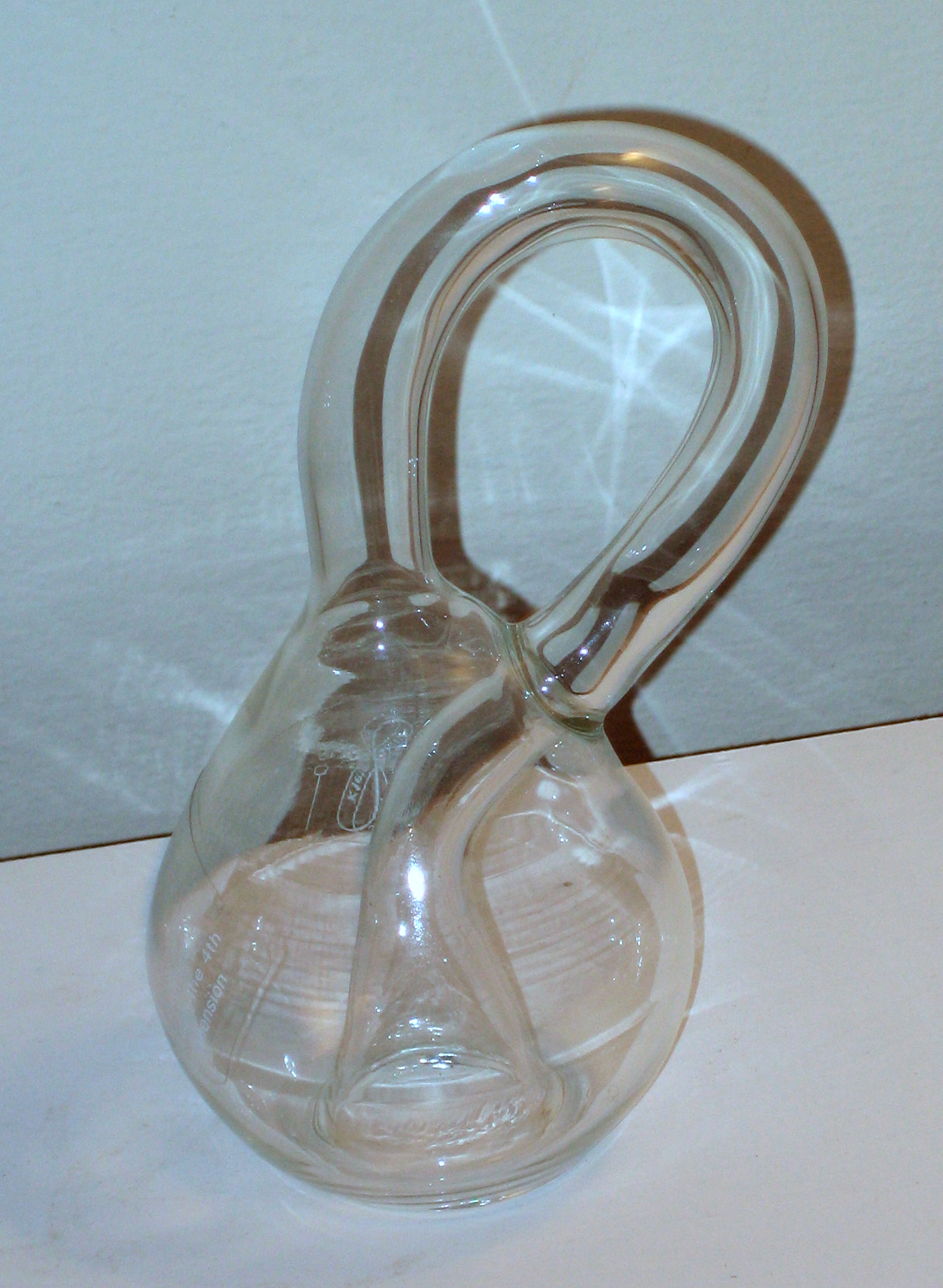
یک بطری کلاین دست‌ساز از شیشه

 مدل فیزیکی رایج بطری کلاین نیز ساختاری مشابه دارد. موزه علوم لندن مجموعه‌ای از بطری‌های کلاین شیشه‌ای دست‌ساز را به نمایش گذاشته که گوناگونی‌هایی از این مفهوم توپولوژیکی را نشان می‌دهند. این بطری‌ها را آلن بنت در سال ۱۹۹۵ برای موزه ساخته است.
بطری کلاین واقعی، خودبرخورد ندارد. با این حال، روشی برای تجسم آن در فضای چهاربعدی وجود دارد که در آن خودبرخوردی از میان می‌رود. با افزودن یک بُعد چهارم به فضای سه‌بعدی، می‌توان بخشی از لولهٔ دارای برخورد را در امتداد بُعد چهارم به بیرون هل داد. قیاس مفید آن، حذف برخورد از یک منحنی خودبرخورد در صفحه با بلند کردن یکی از شاخه‌ها به خارج از صفحه است.

تحول زمانی یک بطری کلاین در فضای «xyzt»

 برای درک بهتر، فرض کنید بُعد چهارم، زمان باشد. تصویر همراه («تحول زمانی...») یکی از شیوه‌های رشد چنین شکلی را در فضای xyzt نشان می‌دهد. در زمان {{{1}}} دیواره از یک جوانه در نزدیکی نقطهٔ برخورد شروع به رشد می‌کند. پس از مدتی، بخش ابتدایی دیواره شروع به ناپدید شدن می‌کند، گویی مانند گربه چشایر محو می‌شود، اما لبخند گسترده‌اش را بر جای می‌گذارد. تا زمانی که جبههٔ رشد به محل جوانه برسد، چیزی برای برخورد باقی نمانده و رشد بدون نفوذ در ساختار موجود کامل می‌شود. این شکل چهاربعدی در فضای سه‌بعدی قابل تحقق نیست اما در فضای چهاربعدی به‌راحتی فهم‌پذیر است.
به‌طور رسمی، بطری کلاین یک فضای خارج‌قسمتی است که به‌صورت مربع [0,1] × [0,1] با روابط شناسایی (0,y) ~ (1,y) برای ۰ ≤ y ≤ ۱ و (x,0) ~ (1−x,1) برای ۰ ≤ x ≤ ۱ تعریف می‌شود.

## ویژگی‌ها
مانند نوار موبیوس، بطری کلاین یک منیفلد دوبعدی و غیربرخوردپذیر است. اما برخلاف نوار موبیوس، یک منیفلد بسته است، یعنی فضایی فشرده و بدون لبه. در حالی که نوار موبیوس را می‌توان در فضای اقلیدسی سه‌بعدی (R³) جا داد، بطری کلاین را نمی‌توان؛ اما می‌توان آن را در فضای چهاربعدی (R⁴) جا داد.
ادامهٔ این روند به صورت ایجاد منیفلدهای سه‌بعدی‌ای است که در R⁴ جای نمی‌گیرند ولی در R⁵ قابل جاگذاری‌اند. برای نمونه، اگر دو انتهای یک اسفریندر را مانند دو سر استوانه در بطری کلاین به هم وصل کنیم، شکلی موسوم به «بطری اسفریندری کلاین» پدید می‌آید که نمی‌توان آن را به‌طور کامل در R⁴ جا داد.
بطری کلاین را می‌توان به‌صورت یک بستهٔ فیبری بر فراز دایره S¹ با تار S¹ در نظر گرفت. بدین ترتیب: مربع (با اعمال رابطهٔ هم‌ارزی شناسایی لبه‌ها) فضای کل E خواهد بود، در حالی که فضای پایه B بازهٔ یکه در راستای y است که در آن 1~0 در نظر گرفته شده. تصویر π:E→B به‌صورت {{{1}}} تعریف می‌شود.
بطری کلاین را می‌توان (در فضای چهاربعدی، چون در فضای سه‌بعدی سطح بدون برخورد ساخته نمی‌شود) با پیوند دادن لبه‌های دو نوار موبیوس ساخت. این روش در لایمریک زیر از لئو موزر توصیف شده است:
ریاضیدانی به نام فلیکس کلاین

نوار موبیوس را خدایی می‌دانست.

گفت: «اگر لبه‌های

دو تا را بچسبانی،

بطری عجیبی می‌سازی همچون من!»
ساخت اولیهٔ بطری کلاین با شناسایی لبه‌های مخالف مربع، نشان می‌دهد که می‌توان برای آن یک ساختار کمپلکس CW تعریف کرد با یک سلول صفر-بعدی P، دو سلول یک‌بعدی C₁ و C₂ و یک سلول دو‌بعدی D. مشخصهٔ اویلر آن برابر است با:
{{{1}}}.
همریختی مرزی به‌صورت {{{1}}} و {{{1}}} تعریف می‌شود و گروه‌های همولوژی سلولی بطری کلاین K به‌صورت زیر خواهد بود:
{{{1}}},
{{{1}}},
و برای n > 1 داریم {{{1}}}.
میان توری و بطری کلاین یک پوشش دو-به-یک وجود دارد؛ زیرا اگر دو نسخه از ناحیه بنیادین بطری کلاین را کنار هم و تصویر آینه‌ای را هم در نظر بگیریم، ناحیه بنیادین توری حاصل می‌شود. پوشش جهان‌شمول هر دو سطح (توری و بطری کلاین) صفحهٔ R² است.
گروه بنیادی بطری کلاین را می‌توان به‌صورت گروه دک پوشش جهان‌شمول آن محاسبه کرد. نمایش آن به‌صورت ⟨a, b ⟩ است. بنابراین این گروه ایزومورف است با {\displaystyle \mathbb {Z} \rtimes \mathbb {Z} }، یعنی تنها حاصل‌ضرب نیمه‌مستقیم غیرتبدیلی گروه جمعی اعداد صحیح با خودش.

بطری کلاین ۶ رنگه، تنها استثنای حدس هیوود

 برای رنگ‌آمیزی هر نقشه‌ای روی سطح بطری کلاین، حداکثر شش رنگ کافی است؛ این تنها استثنای حدس هیوود است که تعمیمی از قضیه چهار رنگ است و معمولاً نیاز به هفت رنگ دارد.
بطری کلاین با هم‌نهشتی متصل دو صفحه تصویری هم‌ریخت است. همچنین، این سطح با یک کره به‌همراه دو کلاه‌گوشه هم‌ریخت است.
هنگامی که بطری کلاین در فضای اقلیدسی جای داده شود، سطحی یک‌سویه است. با این حال، در برخی از فضاهای توپولوژیکی سه‌بعدی دیگر، ممکن است بطری کلاین به‌گونه‌ای جاگذاری شود که دوسویه باشد، ولی همچنان به‌دلیل خاصیت فضا، غیربرخوردپذیر باقی می‌ماند.